# Roger Suárez
Roger Suárez Sandoval (Santa Cruz de la Sierra, 2 aprile 1977) è un ex calciatore boliviano, di ruolo attaccante.

## Caratteristiche tecniche
Gioca come attaccante: solitamente viene schierato come esterno d'attacco, così da sfruttare le sue doti tecniche, che comprendono il dinamismo, la creatività e la visione di gioco. Grazie alla sua velocità è in grado di giocare sulla fasce, sia per poi tentare la conclusione, sia per assistere i compagni con dei cross. In virtù della sua abilità nei colpi di testa e nel tiro può anche essere impiegato come attaccante centrale. Il suo piede preferito è il sinistro.

## Carriera

### Club
Cresciuto nell'Academia Tahuichi, Suárez debuttò in massima serie boliviana nella stagione 1996 con l'Oriente Petrolero, squadra della sua città natale, Santa Cruz de la Sierra. Nel club bianco-verde divenne presto titolare: sotto la guida di Walter Roque, Mario Leme e Ovidio Messa giocò con continuità; il 18 marzo 1997 esordì in Coppa Libertadores ad Asunción contro il Guaraní, subentrando a Roly Paniagua. Nel 2001, con Víctor Antelo in panchina, Suárez vinse per la prima volta il campionato nazionale. Nel 2004 fu inviato in prestito al Bolívar: giocò buona parte degli incontri di quella stagione, e vinse il torneo di Apertura. Tornato all'Oriente Petrolero, vi giocò il campionato 2005; iniziò poi una lunga serie di prestiti. Dapprima al The Strongest, dove giocò due gare nel 2006; poi all'Aldosivi, in Primera B Nacional argentina, 9 presenze senza gol; all'Universitario di Sucre scese in campo in una occasione, per poi chiudere il 2006 al Deportivo Cuenca, in Ecuador. Nel 2007 venne reintegrato nell'Oriente Petrolero, e vi giocò due campionati, per un totale di 13 partite. Nel 2009 passò al Blooming, e vi vinse il Clausura. A metà marzo 2010 ebbe un grave incidente automobilistico che gli causò la frattura di 12 costole e la perforazione di un polmone. Riprese conoscenza il 25 marzo 2010, e dovette stare lontano dai campi fino a fine anno. Nel 2011 ha poi firmato per il San José, tornando all'attività.

### Nazionale
Nel 1995 fu convocato per la prima volta nella Nazionale boliviana Under-20; nel 1996 fu chiamato nell'Under-23, con cui, in seguito, partecipò al Torneo Pre-Olimpico CONMEBOL nel 1999. Debuttò in Nazionale maggiore il 15 dicembre 1996, in occasione dell'incontro di La Paz con il Paraguay, valido per le qualificazioni al campionato del mondo 1998, subentrando al 46º minuto a Rubén Tufiño. Tornò in Nazionale nel 1999, scendendo in campo a Sucre contro il Venezuela. Nel 2000 fu impiegato spesso nel corso delle qualificazioni al campionato del mondo 2002. Nel 2001 venne incluso nella lista per la Copa América. In tale competizione, però, non fu mai schierato. Nel 2003-2004 scese in campo nelle qualificazioni al campionato del mondo 2006. Fu anche chiamato per la Copa América 2004, ma ancora una volta non giocò. Conta 29 presenze in Nazionale.

## Palmarès

### Club

#### Competizioni nazionali
- Campionato boliviano: 1

Oriente Petrolero: 2001
Bolívar: Apertura 2004
Blooming: Clausura 2009